# ミート・ザ・ビートルズ ＜JAPAN BOX＞
『ミート・ザ・ビートルズ ＜JAPAN BOX＞』（英語: The Japan Box）は、2014年6月25日に発売されたビートルズのCD-BOX。

## 概要
ビートルズの日本デビュー50周年を記念したボックス・セット。
本作は、1964年から1965年にかけてオデオンレコードから発売された日本オリジナル盤5作品をコンパイルし、新たに編集が施されたブックレットが付属した初回生産限定発売となっている。
コンパイルされた5作のアートワークは、インナー・スリーヴや帯を含めて発売当時のものが忠実に再現されている。
ブックレットには、日本でのビートルズの初代ディレクターの高嶋弘之と元『ミュージック・ライフ』の編集長星加ルミ子、ビートルズ研究家でレコード・プロデューサーの行方均による対談が掲載されている。
収録されている音源は、『ビートルズ!』『ビートルズ No.2』『ビートルズ No.5!』には2009年版モノラル・ミックス、『ビートルズがやって来るヤァ!ヤァ!ヤァ!』には2009年版ステレオ・ミックス、『4人はアイドル』には1965年版オリジナル・ステレオ・ミックスが使用されている。
2014年7月7日付のオリコン週間アルバムランキングで初登場19位を獲得。

## 内容
- DISC 1 : 『ビートルズ!』（日本編集盤）
- DISC 2 : 『ビートルズ No.2!』（日本編集盤）
- DISC 3 : 『ビートルズがやって来るヤァ!ヤァ!ヤァ!』（日本独自のアルバム・ジャケット）
- DISC 4 : 『ビートルズ No.5!』（日本編集盤）
- DISC 5 : 『4人はアイドル』（日本独自のアルバム・ジャケット）